# Языки Мали
Мали — многоязычная страна. Разговорные языки там отражают древние поселковые узоры[что?], миграцию, и его долгую историю[чью?]. Сайт Ethnologue отражает 66 языков. Среди них французский язык является официальным, а бамбара — наиболее широко распространённым. Всего 13 языков коренных народов Мали имеют легальный статус национального языка: бамбара, бому, кита-манинкакан, койраборо-сени-сонгайский, маасина-фульфульде, мамара-сенуфо, сонинке, сьенара-сенуфо, тамашек, торо-со-догон, тьеяхо-бозо, хаасонгаханго, хасания.
Для записи языков в Мали разработан сводный алфавит на латинской основе.

## Использование
Французский язык, введённый в колониальном периоде, был сохранён как официальный язык в независимости и использовался в правительстве и формальном образовании. Однако, оценка числа людей, которые говорят на нём, низкая. Величины, приблизительные в 1986 году, дают число в 386 000 носителей французского языка в Мали, полученных от числа школьных участников. Это означало бы примерно 21 % франко-язычного населения, к 1986 году выяснилось, что число значительно ниже тех, что говорят на бамбара. Почти все люди, которые говорят по-французски в Мали, говорят на нём как на втором языке. По оценкам 1993 года, есть только около 9000 малийцев, владеющих французским языком как первым. Французский более распространен в городских центрах, с цифрами 1976 года, показывающими 36,7 % «франкофонов» в городских районах, но только 8,2 % в сельской местности. Уровень распространенности французского языка также различен по гендеру, с цифрами 1984 года, показывающими 17,5 % мужского франкоговорящего населения и только 4,9 % женского.
На языке бамбара — мандингскиом языке (семья манде), говорят 80 % населения как на первом или втором языке. На нём говорят в основном в центре и на юге Мали. Бамбара и два других языка являются тесно связанными мандингскими языками манинка, распространенными на юго-западе и касонке (регион Каес). Бамбара используют в торговле между языковыми группами Мали.
Бамбара также очень близок к языку дьюла, на котором в основном говорят в Кот-д’Ивуаре и Буркина-Фасо. Название «Jula» является словом из языка мандинг и означает «торговец».
Другие языки манде (не в мандингской группе) включают в себя сонинке (в регионе Каес на западе Мали), догонские языки (страна догонов в центре Мали), языки бозо (вдоль середины реки Нигер).
Другие языки включают в себя сенуфо в регионе Сикасо (юг), фула как распространённый язык торговли в регионе Мопти и за его пределами, сонгайские языки вдоль реки Нигер, тамашек на восточной части Сахары Мали и арабский язык в её западной части.
13 наиболее широко распространённых разговорных языков считаются «национальными» языками.
В большинстве формального образования для глухих в Мали используется американский жестовый язык, введённый в Западную Африку миссионером Эндрю Фостером. В Мали есть также два других жестовых языка. Один, язык жестов тебул, обнаружен в деревне с высоким уровнем заболеваемости врождённой глухотой. Другой, язык жестов бамако, развился в послерабочих городских кружках. Существованию этих языков угрожает повсеместное использование американского жестового языка.

## Описания
Большинство языков Мали являются частью семьи манде, которая принимается как часть нигеро-конголезской семьи, крупнейшего типа в Африке. Другие языки включают догонские языки, возможно, и другую нигеро-конголезскую ветвь, и языки сенуфо, которые бесспорно являются частью этой семьи. Манде, сенуфо и догонский выделяются среди нигеро-конголезских языков из-за их отклоняющегося основного порядка слов «подлежащее-объект-глагол». Языки гур представлены языком бому на реке Бани в Мали и Буркина-Фасо. Фульфульде, распространённый по всей западной Африке, является членом сенегамбийской ветви.
Другие языковые семьи включают в себя афразийскую, представленную берберским языком тамашек и арабским, и сонгайские языки, которые традиционно были классифицированы как нило-сахарские языки, но могут представлять собой независимую языковую семью.